# Gastropteron rubrum
Gastropteron rubrum is een slakkensoort uit de familie van de Gastropteridae. De wetenschappelijke naam van de soort is voor het eerst geldig gepubliceerd in 1814 door Rafinesque.